# Opowieść (singel)
Opowieść – singiel Edyty Bartosiewicz. Muzyka i słowa: Edyta Bartosiewicz.
W 2001 roku utwór ten znalazł się na składance "Piątki na piątki w Radiu ZET".
W 2004 roku utwór pojawił się w filmie Ryszarda Zatorskiego "Nigdy w życiu!".
W 2014 roku utwór pojawił się na dwupłytowym wydawnictwie "Love & more..." (na krążku drugim).

## Lista utworów
- "Opowieść" (5:03)

## Twórcy
- Edyta Bartosiewicz – śpiew
- Maciej Gładysz – gitary elektryczne, gitary akustyczne
- Michał Grymuza – gitara akustyczna
- Krzysztof Poliński – perkusja
- Wojtek Malina Kowalewski – perkusja
- Romuald Kunikowski – instrumenty klawiszowe
- Radosław Zagajewski – gitara basowa

- Nagranie partii wokalnych – Rafał Paczkowski
- Realizacja nagrania – Rafał Paczkowski
- Produkcja – Edyta Bartosiewicz, Rafał Paczkowski

- Nagrań dokonano w studio S4 i Studio33 – wrzesień – grudzień 2000

## Listy przebojów
| Notowania                          | pozycja |
| ---------------------------------- | ------- |
| Lista Przebojów Programu Trzeciego | 8       |